# Raghugarh
Raghugarh (Raghogarh) fou un estat tributari protegit, un thakurat garantit feudatari de Gwalior, sotmès primer a la subagència Bhil (subagència de Guna) i després a l'agència de l'Índia Central i successores. Era un estat amb població tribal en part on és parlaba el dialecte rangri del rajasthani. La població vivia exclusivament de l'agricultura. La superfície era de 109 km². Va encunyar moneda de plata fins a la segona meitat del segle XIX.
El sobirà és reconegut com a cap del clan kechi dels rajputs chauhans que originalment tenia la possessió de tot el territori a l'entorn de Guna (fins a uns 150 km en cercle). Els kachis haurien emigrat des del Panjab després de la derrota de Prithwi Raj el 1992. El fundador fou Aje Rao, segon fill de Manik Rai de Sambhar, establert inicialment a Gagraun (després principat de Jhalawar); el 1203 Deo Singh de Gagraun va rebre terres del sultà de Delhi, terres que es van ampliar amb els seus successors fins que al segle XVIII comprenien molts dels territoris entre Guna, Sarangpur, Shujalpur i Bhilsa. El territori fou conegut com a Kichiwara (Terra dels Kichis). El 1697 Gagraun els va ser conquerida per Bhim Singh de Kotah, i la seva fortalesa principal va passar a ser Bajranggarh; el palau i fort de Raghungarh no fou construït fins uns anys després. El 1780 Madhav Rao I Scindia va enverinar a Raja Balwant Singh i això va provocar un conflicte armat que va continuar fins al 1818-1819, i en aquestos anys un thalur kichi de nom Sher Singh, al servei de Sindhia, va devastar sistemàticament el principat. El 1816 el general Jean Baptiste Filose, al servei de Sindhia, va concedir el territori de Maksudangarh, fins aleshores part del principat, a Beri Sal, un membre de la família, els descendents del qual foren thakurs de Maksudangarh fins després de la independència índia. El 1818 va morir Jai Singh també enverinat com el seu pare per Sindhia o Scindia, però la disputa amb Gwalior va continuar. El 1819, través de la mediació i garantia britànica, Daulat Rao Scindia va cedir a al cap rajput la població i el fort de Raghugarh, i terres adjacents i un subsidi de 55.000 rúpies que de fet Gwalior mai va poder pagar i el 1828 va refusar definitivament al·legant que ho podria pagar si l'estat fos sota el seu control. El 1843, a causa de disputes familiars, es va fer un nou acord pel qual el jagir va ser dividit entre els tres principals membres de la família, Bijai Singh (52 pobles amb capital a Garha), Chhatar Sal (32 pobles amb capital a Dharnaoda) i Ajit Singh (amb capital a Raghugarh).
El raja Jai Mandal Singh va succeir a Ajit Singh en la seva part que tenia centre a Raghugarh i estava formada per 120 pobles, el 1857; Mandal al seu torn fou succeït per Bikramajit Singh el 1900, però fou deposat el 1902 per mala administració i el va succeir el seu fill adoptiu Bahadur Singh (d'una branca col·lateral), que era menors d'edat (nascut el 1891) amb títol hereditari de raja.
L'estat de Raghugarh tenia el 1881 uns 88 pobles amb una població de 16.920 habitants que el 1891 eren 18.123 i el 1901 eren 19.446; les tribus principals eren els mines, bhils, moghies, i mhars; des de 1843 almenys 31 pobles havien quedat buits.
La capital Raghugarh estava situat a uns 30 km al sud de Guna a 24° 26′ N, 77° 15′ E / 24.433°N,77.250°E en un afluent del riu Parbati a la carretera entre Guna i Mhow amb una població de 3.266 habitants. La ciutat té un fort i antigament estava rodejada totalment de muralles. Fou fundada en el regnat de l'emperador Shah Jahan per Lai Singh, un rajput del clan kechi o kichi (1677), i encara es considera la capital d'aquest clan. Les altres ciutats del kechis són Dharnaoda, Maksudangarh, Khilchipur i Garha.

## Llista de rages
- Lal Singh 1673-1697 (de Gagraun)
- Dhiraj Singh 1697-1726
- Gaj Singh 1726-1729
- Vikramjeet Singh 1730-1744
- Balbhadra Singh I 1744-1770
- Balwant Singh 1770-1797
- Jai Singh 1797-1818
- Ajit Singh 1818-1857
- Jai Mandal Singh 1857-1900
- Bikramajit Singh 1900-1902
- Bahadur Singh 1902-1945
- Balbhadra Singh II 1945-1948 (+1967)